# 二七空難
二七空難是指發生於1981年2月7日下午4點在蘇聯列寧格勒州普希金普希金機場的空難事件，一架圖波列夫Tu-104A客機在起飛時因為超載墜毀，機上44名乘客和6名機組人員全數罹難，其中包含蘇聯太平洋艦隊司令埃米尔·斯皮里多诺夫在內的16名將官和11名校官，使該艦隊實力受到重大打擊，直到蘇聯解體時仍未恢復:54。

## 背景與事件發生
1981年2月1日至2月7日，蘇聯海軍於列寧格勒海軍基地舉行由海軍總司令謝爾蓋·戈爾什科夫主持的年度聯合作戰指揮演習，其四大艦隊均派出主力指揮將領參演，而太平洋艦隊代表獲得了「優秀」評定，並於事後在列寧格勒的商場進行採購，準備於7日乘機返回艦隊基地海參崴:40。2月23日為蘇聯建軍節、3月8日亦是婦女節，太平洋艦隊官員大量採購禮物，如數百磅的衣服、香水、起司、香腸和其他奢侈品，並將其推放至預計乘坐的圖波列夫Tu-104A客機（編號）上，該機隸屬太平洋艦隊航空兵第25火箭航空師運輸航空團第593支隊指揮支隊，而該部隊於1月30日便抵達列寧格勒州普希金普希金機場，在當地執行了為期一週的演習，被認為是最優秀的支隊。
7日上午，預計起飛該機的普希金機場下雪，當天下午又接獲即將迎來暴風雪的消息，但無人下令取消飛行。太平洋艦隊司令埃米尔·斯皮里多诺夫上將與艦隊航空兵司令格奧爾基·瓦西里耶維奇·巴甫洛夫命令堪察加分艦隊和艦隊潛艦部隊司令改於8日再乘機返回遠東:40-41，而太平洋艦隊參謀長魯道夫·亞歷山德羅維奇·戈洛索夫則因要飛往北莫爾斯克探望女兒，也沒乘坐這趟班機:54。
下午六點，飛機從21號跑道起飛，並迅速向上傾斜，超過標準起飛高度，而升空後僅8秒，飛機在50公尺的空中突然失速，急遽向右側傾斜，最終於距離跑道末端20公尺處、以近乎垂直的角度墜毀，並隨後引發火災。僅一名重傷的機組人員從駕駛艙被拋出落到雪地上，隨後被送至醫院，但於途中去世。

## 人員傷亡
此次空難失事機上共6名機組人員、44名乘客，共50名乘員，全員死亡。
- 機組人員：[7]
  - 阿納托利·伊凡諾維奇·伊紐申（Анатолий Иванович Инюшин）：中校、機長、太平洋艦隊航空兵第25火箭航空師指揮支隊司令
  - 弗拉基米爾·亞歷山德羅維奇·波斯利哈林（Владимир Александрович Послыхалин）：上尉、副駕駛、太平洋艦隊空軍副駕駛員
  - 維塔利·阿列克謝耶維奇·蘇博廷（（Виталий Алексеевич Субботин）：海軍少校、領航員、太平洋艦隊航空兵第25航空師航空支隊領航員
  - 米哈伊爾·尼古拉耶維奇·魯帕索夫（Михаил Николаевич Рупасов）：上尉、飛機工程師、太平洋艦隊航空團技術和運營部門主任
  - 阿納托利·弗拉基米羅維奇·巴爾索夫（Анатолий Владимирович Барсов）：上尉、飛機無線電操作員、太平洋艦隊航空團服務技術組技術員
  - 阿納托利·伊萬諾維奇·瓦赫季耶夫（Анатолий Иванович Вахтеев）：准尉、飛機技師、太平洋艦隊航空團火力設施司令
- 乘客：[7]
  - 埃米爾·尼古拉耶維奇·斯皮里多諾夫：海軍上將、太平洋艦隊司令
  - 維克托·格里戈里耶維奇·別拉舍夫（俄语：Белашев, Виктор Григорьевич）：海軍中將、太平洋艦隊第4潛艦艦隊司令
  - 格奧爾基·瓦西里耶維奇·巴甫洛夫（俄语：Павлов, Георгий Васильевич (генерал-лейтенант)）：航空中將、太平洋艦隊航空兵司令
  - 弗拉基米爾·德米特里耶維奇·薩巴涅耶夫（Владимир Дмитриевич Сабанеев）：海軍中將、太平洋艦隊軍事委員會成員、政治部主任
  - 瓦西里·費奧多羅維奇·季霍諾夫（Василий Фёдорович Тихонов）：海軍中將、太平洋艦隊諸兵種沿海分隊司令
  - 斯捷潘·格奧爾基耶維奇·丹尼爾科（Степан Георгиевич Данилко）：海軍少將、太平洋艦隊空軍參謀長、第一副司令
  - 弗拉基米爾·哈里托諾維奇·科諾瓦洛夫（Владимир Харитонович Коновалов）：海軍少將、遠東海軍第3管理處處長
  - 弗拉基米爾·雅科夫列維奇·科爾班（Владимир Яковлевич Корбан）：海軍少將、太平洋艦隊司令助理
  - 根納季·費奧多羅維奇·列奧諾夫（Геннадий Фёдорович Леонов）：海軍少將、太平洋艦隊情報部主任
  - 維克托·彼得羅維奇·馬赫萊（Виктор Петрович Махлай）：海軍少將、太平洋艦隊潛艇分隊司令
  - 費利克斯·亞歷山德羅維奇·米特羅法諾夫（Феликс Александрович Митрофанов）：海軍少將、太平洋艦隊作戰管理部主任、參謀部副主任
  - 維克托·安東諾維奇·尼古拉耶夫（Виктор Антонович Николаев）：海軍少將、太平洋艦隊軍事委員會成員、薩哈林艦隊政治部主任
  - 雷米爾·伊萬諾維奇·皮羅日科夫（Рэмир Иванович Пирожков）：海軍少將、太平洋艦隊第4潛艇分隊參謀長、副司令
  - 瓦西里·謝爾蓋耶維奇·波斯特尼科夫（Василий Сергеевич Постников）：海軍少將、太平洋艦隊軍事委員會成員、諸兵種沿海分隊政治部主任
  - 弗拉基米爾·瓦西里耶維奇·里科夫（Владимир Васильевич Рыков）：海軍少將、太平洋艦隊軍事委員會成員、空軍政治部主任
  - 詹姆斯·康斯坦丁諾維奇·丘爾科夫（Джемс Константинович Чулков）：海軍少將、太平洋艦隊第10特遣艦隊司令
  - 弗拉迪斯拉夫·彼得羅維奇·阿謝耶夫（Владислав Петрович Асеев）：海軍上校
  - 維克托·卡爾波維奇·貝列日諾伊（Виктор Карпович Бережной）：海軍上校、太平洋艦隊第10特遣艦隊政治部主任
  - 紹爾·格里戈里耶維奇·沃爾克（Саул Григорьевич Волк）：海軍上校、太平洋艦隊參謀部作戰管理部主任
  - 葉夫根尼·伊戈列維奇·格拉夫（Евгений Игоревич Граф）：海軍上校、太平洋艦隊參謀部作戰管理部副主任
  - 尤里·格里戈里耶維奇·洛巴切夫（Юрий Григорьевич Лобачев）：海軍上校、太平洋艦隊後勤參謀部副主任
  - 弗拉迪斯拉夫·伊格納季耶維奇·莫羅佐夫]]（Владислав Игнатьевич Морозов）：海軍上校、太平洋艦隊參謀部反潛力量管理部主任
  - 弗拉基米爾·伊里奇·皮沃耶夫（Владимир Ильич Пивоев）：海軍上校、太平洋艦隊軍事委員會成員——第4潛艇分隊政治部主任
  - 鮑里斯·波戈索維奇·波戈索夫（Борис Погосович Погосов）：海軍上校、太平洋艦隊情報中心主任
  - 阿納托利·瓦西里耶維奇·普羅科普奇克（Анатолий Васильевич Прокопчик）：海軍上校、太平洋艦隊多兵種沿海分隊參謀長、第一副司令
  - 尤里·尼古拉耶維奇·圖羅波夫（Юрий Николаевич Туробов）：海軍上校、太平洋艦隊第8特遣艦隊參謀長、副司令
  - 弗拉基米爾·德米特里耶維奇·齊甘科夫（Владимир Дмитриевич Цыганков）：海軍上校、太平洋艦隊參謀部作戰管理部高級官員
  - 卡濟米爾·弗拉迪斯拉沃維奇·切坎斯基（Казимир Владиславович Чеканский）：醫療上校、海軍醫院牙科部門主任、太平洋艦隊首席牙醫
  - 阿爾圖爾·阿羅維奇·德利巴塔尼揚（Артур Арович Делибатаньян）：航空中校、太平洋艦隊空軍副導航主任
  - 格奧爾基·瓦西里耶維奇·波德加茨基]]（Георгий Васильевич Подгаецкий）：海軍中校、太平洋艦隊防空參謀部高級官員
  - 弗拉基米爾·德米特里耶維奇·索羅卡秋克（Владимир Дмитриевич Сорокатюк）：海軍中校、太平洋艦隊空軍參謀部作戰主任、副參謀長
  - 阿納托利·伊萬諾維奇·巴布金（Анатолий Иванович Бабкин）：海軍少校、太平洋艦隊後勤參謀部高級官員
  - 謝爾蓋·伊萬諾維奇·瑙門科（Сергей Иванович Науменко）：上尉、飛行員，來自新西伯利亞
  - 亞歷山大·尼古拉耶維奇·阿肯季耶夫（Александр Николаевич Акентьев）：上尉、軍事飛行員，來自新西伯利亞
  - 瓦倫丁·約瑟福維奇·祖巴列夫（Валентин Иосифович Зубарев）：上尉、第570航空團第143中程導彈航空兵團修理和檢查組高級技術員，來自蘇維埃港。
  - 根納季·根納季耶維奇·謝甫琴科（Геннадий Геннадьевич Шевченко）：上尉、太平洋艦隊司令副官
  - 鮑里斯·伊萬諾維奇·阿梅爾琴科（Борис Иванович Амельченко）：中尉、太平洋艦隊政治部主任助理
  - 維克托·斯捷潘諾維奇·德沃斯基（Виктор Степанович Дворский）：上等兵、太平洋艦隊參謀部的繪圖員
  - 塔瑪拉·瓦西里耶夫娜·洛馬基娜（Тамара Васильевна Ломакина）：蘇共濱海邊疆區委員會第一書記維克托·帕夫洛維奇·洛馬金（俄语：Ломакин, Виктор Павлович）的妻子。
  - 瓦倫蒂娜·帕夫洛夫娜·斯皮里多諾娃（Валентина Павловна Спиридонова）：太平洋艦隊司令斯皮里多諾夫妻子
  - 安娜·帕夫洛夫娜·列夫科維奇（Анна Павловна Левкович）：太平洋艦隊參謀部作戰管理部的打字員
  - 葉卡捷琳娜·亞歷山德羅夫娜·莫雷娃（Екатерина Александровна Морева）：太平洋艦隊通信主管亞歷山大·莫雷夫的女兒
  - 鮑里斯·尼古拉耶維奇·馬卡連科（Борис Николаевич Макаренко）：普里莫爾斯基地區供應主管尼古拉·馬卡連科的兒子
  - 埃琳娜·尼古拉耶夫娜·馬卡連科（Елена Николаевна Макаренко）：鮑里斯·馬卡連科的妻子

## 調查與後續

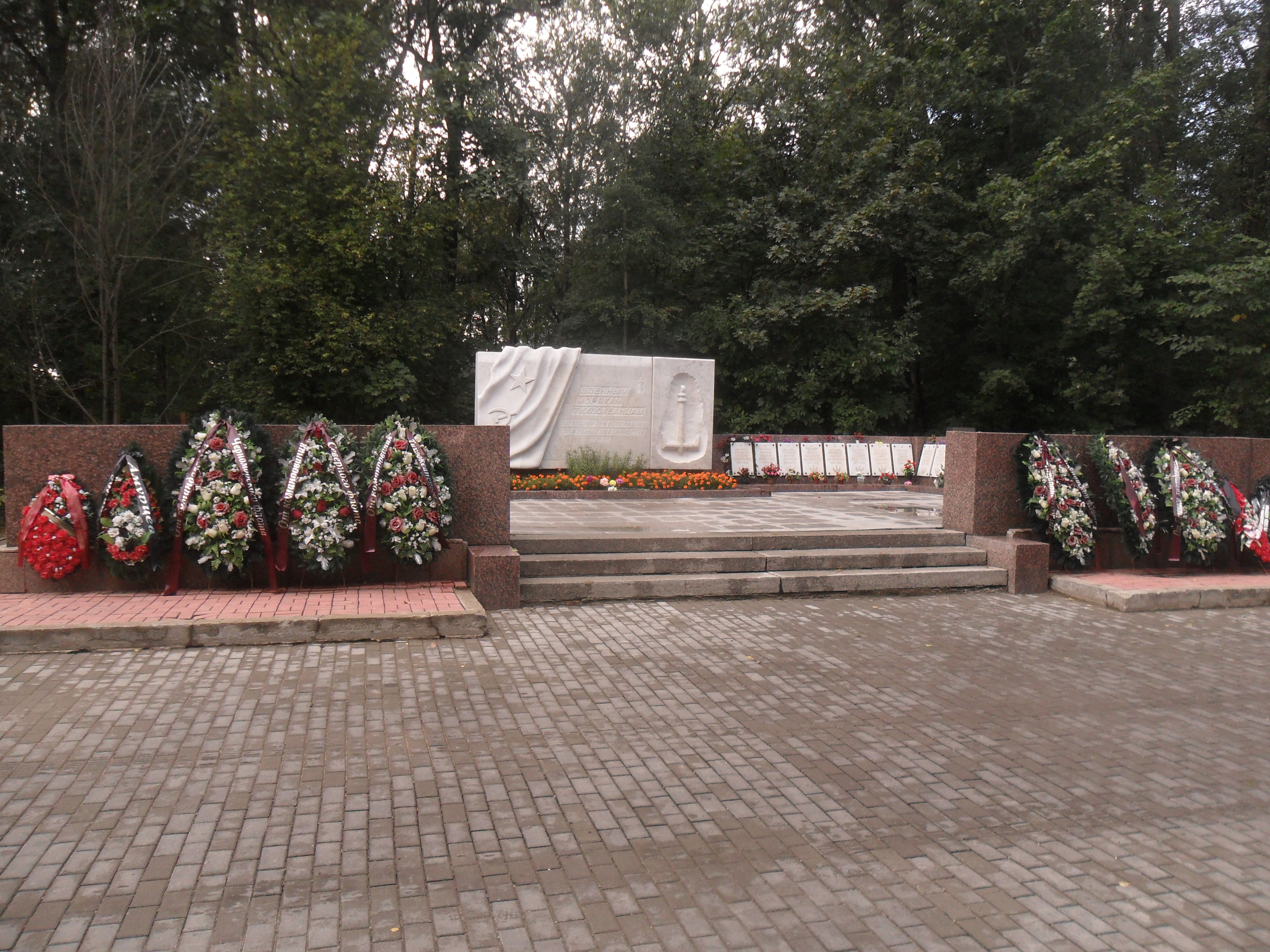
聖彼得堡塞拉菲莫夫斯科耶公墓中的事件罹難者紀念碑

事件發生後，蘇聯方面認為是針對艦隊領導層的恐怖攻擊，太平洋艦隊立刻轉入戰時狀態，休假人員被緊急召回、艦隊艦艇、潛艦出海進入作戰佈署，還一度認為美國方面將發動襲擊，然而襲擊並未發生，隨後才認定是一場單純的意外。經過仔細調查後確認，此事件起因為貨物放置不當，在起飛過程中部份未被固定的大量列印紙紙卷滑行至飛機後方，致使機尾部超載，飛機在應以時速220公里的起飛速度的前提下，僅用180公里的低速過早地起飛，喪失穩定性與可控性，加之當天還有強烈的側風等不利條件。據傳機組人員曾一度拒絕搭載過多貨物，但其主張被海軍將領們否定，且後者也不按規定坐在自己的座位上，而是強迫機組人員讓他們自行換位，這也影響了飛機的平衡。
事後蘇聯方面壓制意外消息，連罹難者家屬都不知道具體情況，僅《紅星報》第二版簡短報導了「太平洋艦隊的數名上將、軍官、見習軍官、準尉、水手和僱員在執行任務時犧牲」的消息，蘇聯國防部向罹難者家屬與朋友表示哀悼，但罹難者姓名並未被公佈，直到1990年代末，這些家屬才正式收到通知。 大部份事件罹難者葬於聖彼得堡塞拉菲莫夫斯科耶公墓，而1983年戈爾什科夫下令於墓上建立紀念碑，碑上寫道：「1981年2月7日因公殉職」。
二七空難是蘇聯武裝部隊史上死亡最多的一次事件:54，也直接使太平洋艦隊實力受到重大打擊，直到蘇聯解體時仍未恢復:54，俄羅斯新聞社形容「一夕之間，一支具有重要戰略意義的海軍部隊遭到斬首」，相較之下，歷時四年的偉大衛國戰爭蘇聯海軍僅陣亡4名海軍將領。第25火箭航空師師長雅科夫列夫上校被解職，所有的Tu-104也從蘇聯武裝部隊中除役，不再使用。
此事件後蘇聯國防部發布數項特別命令，包括禁止日後艦隊指揮人員共同飛行，艦隊司令需與參謀長分別出行、軍用飛機需與民航一樣進行對手提行李與行李箱進行稱重、客機客艙配置安全帶等，然而這些措施僅持續幾年，其後為節省飛機引擎壽命，人員共飛仍時有發生。2008年，俄羅斯國家電視台制作了一部以這次空難為題材的紀錄片，訪問了倖存官員與罹難者家屬。

## 資料來源
1. 1 2 3 4  海峰. . 科学大观园. 2016, (6). ISSN 1003-1871 （中文）.
2. 1 2  . 科学大观园. 2016, (11). ISSN 1003-1871 （中文）.
3. 1 2  Beckett, Jesse. . warhistoryonline. 2022-02-04  [2024-07-28]. （原始内容存档于2025-02-16） （英语）.
4. 1 2 3 4  Полетаева, Анастасия. . ФедералПресс. 2024-02-07  [2024-07-21]. （原始内容存档于2024-12-03） （俄语）.
5. 1 2 3  Mitchell, Robbie. . Historic Mysteries. 2023-07-19  [2024-07-28]. （原始内容存档于2024-11-07） （英语）.
6. ↑  Ortiz, Miguel. . We Are The Mighty. 2022-10-24  [2024-07-28]. （原始内容存档于2024-12-05） （英语）.
7. 1 2  . www.geroi-vmf.ru.   [2024-07-21]. （原始内容存档于2017-08-07） （俄语）.
8. 1 2 3 4 5  Протопопов, Николай. . РИА Новости. 2021-02-07  [2024-07-21]. （原始内容存档于2024-07-26） （俄语）.
9. 1 2 3  柳玉鵬. . military.people.com.cn.   [2024-07-28]. （原始内容存档于2024-07-28） （中文）.